# Raid de 2004 sur Avtoury
Notes
2 civils blessés
Seconde guerre de Tchétchénie
Le raid sur Avtoury a eu lieu les 12 et 13 juillet 2004, lorsqu'un groupe important de militants tchétchènes a attaqué le village tchétchène d'Avtoury.

## Attaque
Après être entrés dans le village, les insurgés tchétchènes ont d'abord bloqué toutes les entrées du village, puis ont attaqué et saisi les bâtiments des forces de sécurité, infligeant de lourdes pertes aux défenseurs. Une douzaine de membres de la police et des milices tchétchènes pro-Moscou, à court de munitions, ont été capturés à l'aube dans leur base. Une voiture a également été prise dans une embuscade sur la route d'Avtoury et tous ses passagers ont été tués.
Alors que les rebelles se retiraient et que les renforts gouvernementaux arrivaient, les combats se seraient poursuivis dans la forêt à l'extérieur du village plus tard au cours de la deuxième journée.
Selon des sources gouvernementales, au moins 18 combattants pro-Moscou et 15 rebelles sont morts dans le village (20 selon Ramzan Kadyrov). Initialement, on affirmait que huit rebelles avaient été tués et qu'un seul corps avait été retrouvé sur le site, selon Memorial. Le gouvernement a refusé de divulguer les pertes lors des combats à l'extérieur d'Avtoury.
Les séparatistes ont déclaré avoir perdu cinq hommes tués et deux disparus, tandis que les pertes russes étaient estimées à au moins 45 à 50 tués (dont 15 à 20 commandos lors d'un combat dans la forêt près d'Avtoury) et des dizaines de blessés.